# フラバノン-4-レダクターゼ
フラバノン-4-レダクターゼ（flavanone 4-reductase）は、次の化学反応を触媒する酸化還元酵素である。
(2S)-フラバン-4-オール + NADP+ {\displaystyle \rightleftharpoons } (2S)-フラバノン + NADPH + H+
反応式の通り、この酵素の基質は(2S)-フラバン-4-オールとNADP+、生成物は(2S)-フラバノンとNADPHとH+である。
組織名は(2S)-flavan-4-ol:NADP+ 4-oxidoreductaseである。